# Zeybeks
Les Zeybeks sont une ancienne population tribale de l'ouest de l'Anatolie. Ils vivaient dans la région d'Aydın, devenue en 1864 le vilayet d'Aydın, dans le bassin du fleuve Méandre.

## Description

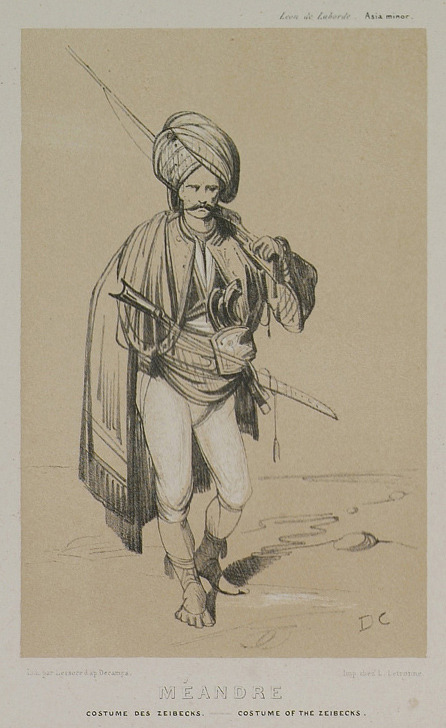
Un Zeybek du Méandre, illustration du Voyage de l'Asie Mineure par Alexandre de Laborde, 1838.

L'archéologue Charles Texier, qui parcourt cette région vers le milieu du XIXe siècle, écrit qu'ils vivent dans les massifs du mont Tmolos (en turc : Boz Dağlar) et du mont Messogis (en turc : Kestenous dağ, la « montagne des Châtaigniers »). Il les décrit comme « une sorte de corporation qui a son chef et sa règle ». Leur origine est inconnue. Ils se distinguent par un turban singulièrement haut, une culotte s'arrêtant aux genoux et une large ceinture où ils portent leurs armes, yatagan, pistolets, kandjar (poignard), ainsi qu'une pipe et des pincettes. Souvent brigands, ils servent aussi comme caravaniers ou comme soldats irréguliers dans l'armée ottomane. Ils rançonnent volontiers les marchands et villageois grecs d'Asie. Peu religieux, ils cultivent cependant un certain nombre de superstitions particulières. Jusqu'en 1833, ils servent de milice à une lignée de féodaux locaux, les Karaosmanoğlu (en). Le général Tahir Pacha, qui soumet la région en 1833, leur ordonne d'abandonner leur costume et leur brigandage, ordre qui n'est que très provisoirement respecté. La lutte contre le brigandage et les costumes traditionnels fait partie de la politique modernisatrice du Tanzimat ; l'attitude des autorités évolue par la suite et les Zeybeks sont même favorisés par le sultan Abdülaziz qui règne de 1861 à 1876.

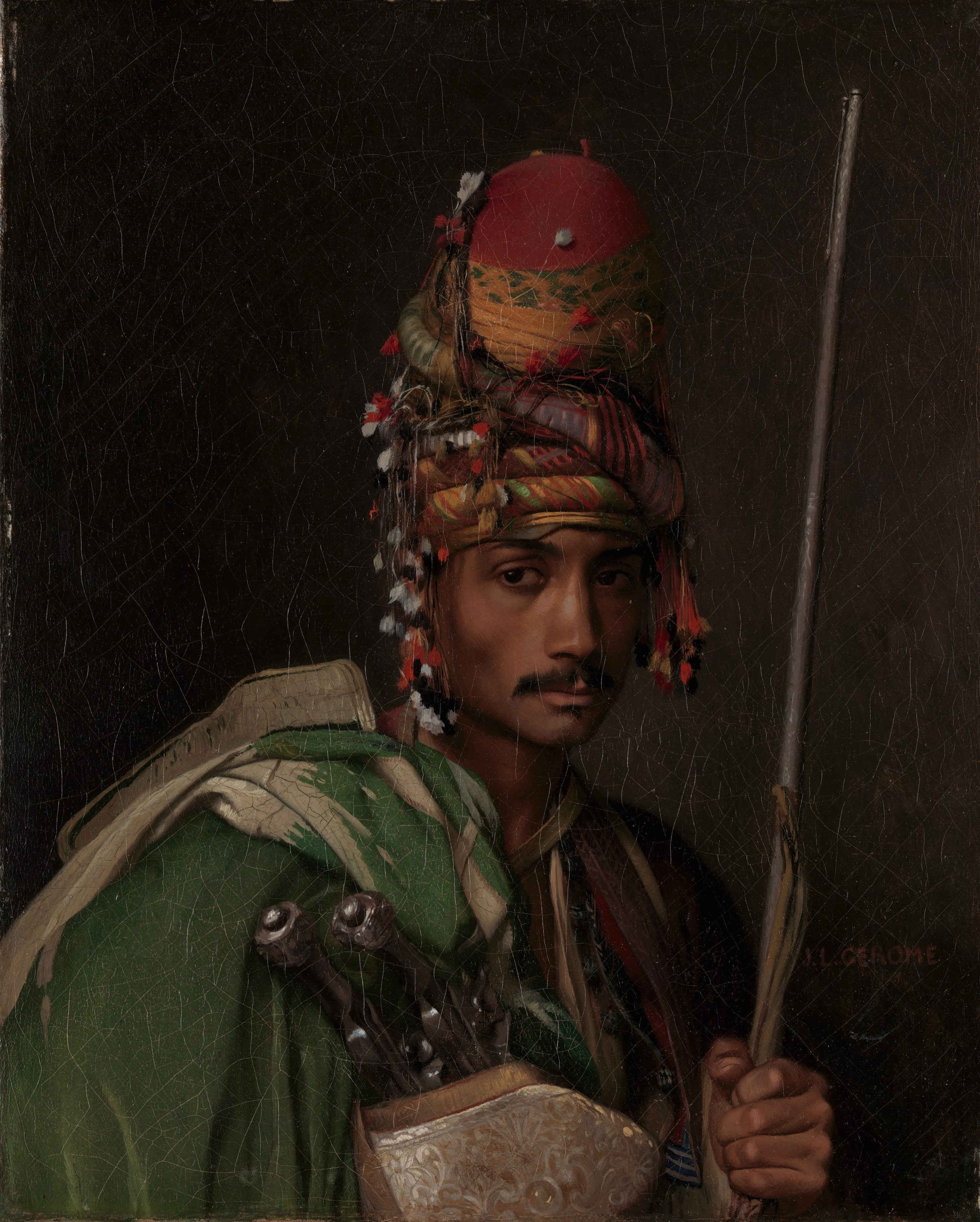
« Un Bachi-Bouzouk », toile de Jean-Léon Gérôme, v. 1868-1869.

De 1919 à 1922, ils participent à la guerre d'indépendance turque contre les Grecs. On sait dans les chroniques byzantines que les vêtements des mercenaires Petchénèg ressemblaient aux vêtements de Zeybek. Selon certains historiens, la culture Petchénèg a eu une grande influence sur la culture Zeybek,.

## Dans la culture
Les Zeybeks ont inspiré des peintres orientalistes comme Alexandre-Gabriel Decamps. Jean-Léon Gérôme a peint une toile intitulée  Bachi-bouzouk dansant mais où on reconnaît les costumes et danses typiques des Zeybeks. Ils figurent aussi dans une des photographies de l'album Les Costumes populaires de la Turquie de Pascal Sébah, réalisé pour l'Exposition universelle de 1873.